# Pap Ndiaye
Pour les articles homonymes, voir Ndiaye.
Pap Ndiaye, né le 25 octobre 1965 à Antony (Hauts-de-Seine), est un enseignant-chercheur, historien et homme politique français. Professeur des universités, il est spécialiste d'histoire sociale des États-Unis et des minorités.
Formé à l'École normale supérieure de Saint-Cloud, agrégé d'histoire, il est titulaire d'un doctorat en histoire de l'École des hautes études en sciences sociales (EHESS). Il est maître de conférences dans cet établissement de 1998 à 2012, puis professeur à l'Institut d'études politiques de Paris de 2012 à 2021, directeur général de l'Établissement public du palais de la Porte-Dorée, qui abrite le musée de l'Histoire de l'immigration, de 2021 à 2022.
Il est ministre de l'Éducation nationale et de la Jeunesse dans le gouvernement Élisabeth Borne, du 20 mai 2022 au 20 juillet 2023, puis est nommé ambassadeur auprès du Conseil de l'Europe.

## Biographie

### Famille
Pap Ndiaye naît Papa Amadou Awa N'diaye, le 25 octobre 1965 à Antony d'une mère enseignante, française (Simone, issue d'une famille de fermiers de la Beauce) et d'un père ingénieur, sénégalais (Tidiane N'Diaye, premier étudiant d'Afrique subsaharienne à avoir été diplômé ingénieur de l'École nationale des ponts et chaussées). Le couple s'est rencontré à la résidence universitaire d'Antony. Pap Ndiaye est le frère aîné de la romancière Marie NDiaye.
Leur père retourne au Sénégal alors que Pap a trois ans et Marie un an ; il ne reviendra en France que dix ans plus tard. Leur mère, professeure de sciences naturelles dans un collège des Hauts-de-Seine, élève les deux enfants seule.
Ces derniers passent une enfance paisible entre leur domicile de Bourg-la-Reine et leurs vacances dans la ferme familiale en Beauce,.
Tant leur mère que Pap et Marie ont adopté une orthographe différente de leur patronyme (respectivement N'Diaye, Ndiaye et NDiaye).
Pap Ndiaye est le compagnon de la sociologue Jeanne Lazarus. Ils sont parents de deux enfants, Rose et Lucien. Leurs enfants sont scolarisés à l'École alsacienne, établissement parisien privé laïque sous contrat.

### Études
Après avoir étudié au lycée Lakanal de Sceaux et en classes préparatoires littéraires au lycée Henri-IV à Paris,,, Pap Ndiaye entre à l'École normale supérieure de Saint-Cloud (aujourd'hui ENS Lyon) en 1986 et réussit l'agrégation d'histoire en 1989. Lorsqu'il revient sur son parcours scolaire, il se décrit comme un « pur produit de la méritocratie républicaine ».
De 1991 à 1996, il étudie aux États-Unis pour préparer une thèse d'histoire sur la société pétrochimique DuPont de Nemours. Titulaire d'une bourse du gouvernement français pour étudier un an à l'université de Virginie — où il obtient un Master of Arts en 1992, —, il est choqué lorsqu'une fraternité noire, la Black Student Alliance, l’invite à une réunion non mixte, mais il y retourne. Ce séjour dans la société américaine a sur lui l'effet d'une prise de conscience : « Il n'y a pas, aux États-Unis, ce modèle de citoyen abstrait qui commande de faire fi de ses particularités individuelles » ; selon le journaliste Christophe Boltanski, il se découvre en quelque sorte « Noir sur le tard ». Il se met alors à lire Aimé Césaire et Frantz Fanon. En 1995, il est boursier de la Fondation Thiers.
En 1996, il obtient un doctorat en histoire à l'École des hautes études en sciences sociales avec une thèse intitulée Du nylon et des bombes : les ingénieurs chimistes de Du Pont de Nemours, le marché de l'état, 1910-1960, sous la direction de Jean Heffer.
Il obtient une habilitation à diriger des recherches (HDR) en 2011 à l'université Paris 1 Panthéon-Sorbonne, avec pour sujet « Chemins de traverse américanistes : contributions à l'histoire afro-américaine », et un mémoire intitulé Chicago des origines à 1940.

### Carrière professionnelle
À son retour en France, Pap Ndiaye est élu maître de conférences à l'École des hautes études en sciences sociales (EHESS) en 1998, où ses travaux portent désormais davantage sur la question noire, les discours et pratiques de discrimination raciale en France et en Amérique. Il est l'un des pionniers en France à traiter de la question complexe de la population d'ascendance africaine vivant en France et de la diaspora que l'on nomme outre-Atlantique les African-American studies, notamment à travers son ouvrage paru en 2008, La Condition noire : essai sur une minorité française, avec lequel il espérait « poser les fondations [de ce] nouveau champ d’études ».
En 2003, aux côtés d'autres intellectuels, tels que Patrick Lozès et Catherine Coquery-Vidrovitch, il participe à la création d'une association, le Cercle d'action pour la promotion et la diversité en France (Capdiv). Catherine Coquery-Vidrovitch témoigne : « Nous ne voulions pas apparaître comme communautaristes, mais traiter de la discrimination dont étaient victimes les Noirs. Pap était très impliqué. » En 2005 est créé le Conseil représentatif des associations noires (Cran), présidé par Patrick Lozès. Pap Ndiaye siège au conseil scientifique. Il a été membre du Centre d'études nord-américaines, laboratoire de l'EHESS et du CNRS, et du comité scientifique de la revue L'Histoire.
En 2012, il est élu professeur des universités à l'Institut d'études politiques de Paris. Il y enseigne l'histoire sociale des États-Unis au XXe siècle. Il dirige le département d'histoire de l'institut entre 2014 et 2017, succédant à Marc Lazar. En 2017, Sabine Dullin lui succède.

En 2018-2019, il collabore à l'exposition Le Modèle noir, de Géricault à Matisse montrée notamment au musée d'Orsay. En 2020, avec Constance Rivière, il réalise un rapport sur la diversité à l'Opéra de Paris. Dans ce rapport rendu public en 2021, il préconise plusieurs mesures pour lutter contre les discriminations et abolir les traces de racisme à la fois dans le fonctionnement de l'institution mais aussi dans le contenu des œuvres. On trouve dans ce rapport l'opinion suivante : 

« L’opéra européen était le point de vue sublime des dominants sur le monde : celui d’hommes européens blancs, au pouvoir ou proches de lui. »

En février 2021, il est nommé directeur général du palais de la Porte-Dorée, et dirige donc de fait le musée de l'Histoire de l'immigration : « Ma préoccupation est de ne plus mettre des pans de notre histoire sous le tapis ».
En janvier 2022, Dominique Boutonnat, le président du Centre national du cinéma et de l'image animée (CNC) le nomme président de la « commission Images de la diversité ».

### Ministre de l'Éducation nationale
Le 20 mai 2022, il est nommé ministre de l'Éducation nationale et de la Jeunesse, succédant à Jean-Michel Blanquer. Il est le premier Noir à occuper le poste,,. Sa nomination est vivement critiquée par plusieurs personnalités de l'extrême droite — d'une façon « parfaitement caricatural[e] » selon la Première ministre, Élisabeth Borne — mais aussi par une partie de la droite,. À l'inverse, la gauche accueille positivement la nouvelle,,.
Le 24 juin 2022, il s'exprime pour la première fois dans la presse, dans une longue interview auprès du quotidien Le Parisien. Il annonce notamment une hausse de rémunération des enseignants en 2023 et promet un professeur dans chaque classe à la rentrée. Pour tenir cette promesse, de nombreux contractuels sont recrutés en urgence, après un entretien de quelques minutes. Il déclare aussi envisager, pour pallier les absences non remplacées, que les professeurs rattrapent les heures de cours qu'ils n'auraient pas pu dispenser alors qu'ils étaient en arrêt maladie, ce qui est assez mal reçu dans le corps enseignant. Les syndicats enseignants signalent également que la hausse des salaires effectuée début 2023 est inférieure à l'inflation, ne rattrape pas leur dévalorisation et pénalise ceux qui ont de l'ancienneté.
Le 7 juillet 2022, sur la radio France Inter, il juge normale l'élection de deux députés du Rassemblement national à la vice-présidence de l'Assemblée nationale et affirme ne pas être choqué que des députés de la majorité présidentielle y aient contribué, tout en précisant qu'il est « essentiel […] de ne pas faire de concessions au programme du Rassemblement national »,.
En avril 2023, Pap Ndiaye remodèle le Conseil des sages de la laïcité. Celui-ci, considéré comme l'« outil d'une vision rigoureuse de la laïcité », voit son périmètre étendu à « la lutte contre le racisme et l'antisémitisme et toutes les formes de haine et de discriminations, l'égalité femme-homme, la promotion du principe de fraternité à l'école ». Il nomme cinq nouvelles personnalités en plus des quinze membres, dont Alain Policar, qui avait critiqué dans une tribune en 2019 ceux qui font « de la laïcité une arme contre la religion ». Il réduit enfin les pouvoirs du conseil. En redéfinissant les périmètres du Conseil des sages de la laïcité, il est soupçonné de vouloir diluer son action. Après cette décision, Jean-Éric Schoettl démissionne du Conseil estimant que la ligne défendue par Jean-Michel Blanquer ne l'est plus par Pap Ndiaye. En réaction à ces accusations, dont il se défend, le ministre de l'Éducation nationale nomme Christophe Capuano, professeur en histoire contemporaine à l'université de Grenoble-Alpes et président du jury du prix Samuel-Paty, créé en hommage au professeur.
Dans un entretien accordé au journal Le Monde fin juin 2023, Pap Ndiaye annonce vouloir rendre le concours pour devenir professeur des écoles accessible dès trois années d'études après le baccalauréat. Pour revaloriser les enseignants, Emmanuel Macron leur demande de travailler plus, notamment pour assurer les remplacements de courte durée. Pap Ndiaye met donc en place progressivement le Pacte conçu par son prédécesseur, Jean-Michel Blanquer, dans lequel les syndicats voient une attaque contre le statut de la fonction publique et un système d'astreinte.
En juillet 2023, le quotidien Le Figaro estime qu'il pourrait être remplacé lors du prochain remaniement ministériel. Le journal le juge « transparent depuis sa nomination » et lui reproche de ne « [s'être] guère montré plus visible après les émeutes alors que de nombreux établissements scolaires ont été incendiés ou attaqués », tandis que l'hebdomadaire Marianne le qualifie de « timoré et sans poids politique ». Lui-même admet en privé : « En arrivant ici, je pensais que la posture de l'intellectuel suffirait pour réussir, que je n'avais qu'à me concentrer sur mes propres dossiers pour avancer. Mais c'était une erreur. J'aurais aussi dû faire de la politique, c'est évident. J'ai trop négligé cet aspect ». Un remaniement ministériel a lieu le 20 juillet 2023, et Gabriel Attal lui succède le jour-même. Lors de la passation de pouvoir, Pap Ndiaye relève avoir fait l'objet de nombreuses attaques « ad hominem », faisant notamment référence aux qualificatifs de « wokiste » et d'« indigéniste » qui lui ont été accolés. Il déclare quelques semaines plus tard dans le quotidien Le Monde que « son départ du gouvernement (…) est un "trophée de chasse" pour l’extrême droite et la droite ».

### Ambassadeur
Le 26 juillet 2023, il est nommé ambassadeur, représentant permanent de la France auprès du Conseil de l'Europe où il succède à Marie Fontanel, à partir du 1er août. La représentation permanente de la France est située dans la villa Oppenheimer du quartier de l'Orangerie à Strasbourg.

## Prises de positions
Pap Ndiaye rejoint au milieu des années 1980 le groupe Convergences socialistes, créé par Jean-Christophe Cambadélis et d'autres militants issus du lambertisme afin de rejoindre le Parti socialiste.
En 2007, il a signé l'« appel des intellectuels » pour le vote en faveur de Ségolène Royal.
Il expose en 2008, dans son ouvrage La Condition noire : essai sur une minorité française, des arguments en faveur d'un usage raisonné de statistiques ethniques en France, pour des motifs scientifiques et politiques, afin d'identifier des discriminations raciales et d'y remédier. En 2009, Ndiaye, en tant qu'historien, veut approfondir la notion de discrimination positive à la française.
En 2012, il signe une tribune intitulée « Pour une nouvelle République » appelant à voter pour le candidat François Hollande,.
Dans une interview accordée au Monde en décembre 2017, il considère que la notion de « racisme d’État » n'est pas pertinente concernant la France, mais qu'« il existe bien un racisme structurel en France, par lequel des institutions comme la police peuvent avoir des pratiques racistes. Il y a du racisme dans l’État, il n’y a pas de racisme d’État »,.
Il est critique à propos de la suppression en 2018 du mot « race » de l’article 1er de la Constitution, considérant que cela risque d'affaiblir le combat antiraciste,. Il déclare dans une entrevue au Monde en 2019 : « Même s’il est évident que la « race » n’existe pas d’un point de vue biologique, force est de constater qu’elle n’a pas disparu dans les mentalités : elle a survécu en tant que catégorie imaginaire historiquement construite, avec de puissants effets sociaux. Même si l’intention est louable, abolir la « race » dans les sciences sociales ou la Constitution ne fera pas disparaître les discriminations fondées sur elle ».
En juin 2020, lors du mouvement Black Lives Matter aux États-Unis faisant suite au décès de George Floyd, il déclare sur France Inter ne pas être surpris du silence des autorités françaises sur le sujet, alors que d'autres chefs d'État internationaux réagissent, car selon lui « l'attitude de déni sur les violences policières en France est classique, et depuis longtemps »,. En juillet de la même année, il fait partie des premières personnalités à répondre à l'appel de Laurent Joffrin ayant l'intention de lancer un mouvement pour la « refondation d’une gauche réaliste, réformiste ».
Dans une interview au Monde en février 2021, Pap Ndiaye revient sur l’origine du terme woke, qu'il associe à un discours de Martin Luther King : « Être woke, c’est être conscientisé, vigilant, engagé. Cette expression argotique a cheminé dans le monde des Afro-Américains à partir des années 1960 ». Plus tard, il déclare « partager la plupart des causes » wokes, « comme le féminisme, la lutte pour la protection de l’environnement ou l’antiracisme », mais pas « les discours moralisateurs ou sectaires ». Il considère que le wokisme est « un épouvantail plus qu'une réalité ».
En février 2021, lors de la polémique sur l'islamo-gauchisme à l'université lancée par la ministre Frédérique Vidal, il déclare sur France Inter : « Ce terme ne désigne aucune réalité dans l'université, c'est plutôt une manière de stigmatiser des courants de recherche »,,.

## Publications
- Les Noirs américains : De l'esclavage à Black Lives Matter, Éditions Tallandier, 2021, 269 p. (ISBN 979-10-210-5078-5, BNF 46886802)[76]Recueil d'articles publiés dans la revue L'Histoire de 2003 à 2021.
- Obama dans l'Amérique noire, Calmann-Lévy, coll. « Sciences Humaines et Essais », 2012, 150 p., 13,50 x 18,80 cm (ISBN 978-2-7021-4351-3 et 2-7021-4351-2)
- Les Noirs américains : en marche pour l'égalité, Paris, Éditions Gallimard, coll. « Découvertes Gallimard / Histoire » (no 542), 2009, 159 p., 18 cm (ISBN 978-2-07-036040-6)
- La Condition noire : essai sur une minorité française (préf. Marie NDiaye), Paris, Éditions Gallimard, 2009 (réimpr. 2011 et 2017) (1re éd. 2008 chez Calmann-Lévy, 435 p., 23 cm), 521 p., 18 cm (ISBN 978-2-07-036153-3)[77],[78],[79],[80],[81],[82]
- Du nylon et des bombes : Du Pont de Nemours, le marché et l'État américain, 1900-1970, Paris, Belin, coll. « Cultures américaines », 2001, 397 p., 22 cm (ISBN 2-7011-2990-7) Traduction en langue anglaise : Nylon and Bombs, DuPont and the March of Modern America, Johns Hopkins University Press, 2007.

### En collaboration
- Pap Ndiaye et Louise Madinier, Le Modèle noir, de Géricault à Matisse, la chronologie, Paris, Flammarion, coll. « Musée d'Orsay », 2019, 96 p., 15,4 x 1,1 x 22,4 cm (ISBN 978-2-08-148586-0)
- Alya Aglan et Robert Frank (dir.), Pap Ndiaye et al. (ouvrage collectif, 22 auteurs), 1937-1947 : la guerre-monde (tome 2), Éditions Gallimard, coll. « Folio histoire », 2015, 1072 p., 12,5 x 19 cm (ISBN 978-2-07-046417-3)
- Pauline Peretz (dir.), Pap Ndiaye, Simon Hall, Andrew Diamond et al., L'Amérique post-raciale ?, Paris, PUF, coll. « La Vie des idées », 2013 (réimpr. 2019), 109 p., 19 cm (ISBN 978-2-13-061931-4)
- Pap Ndiaye et Andrew Diamond (trad. de l'anglais par Caroline Rolland-Diamond), Histoire de Chicago, Paris, Fayard, 2013, 520 p., 24 cm. (ISBN 978-2-213-64255-0)
- Pap Ndiaye, Jean Heffer et François Weil (trad. de l'anglais, textes réunis par), La Démocratie américaine au XXe siècle, Paris, Belin, coll. « Cultures américaines », 2000, 319 p., 22 cm (ISBN 2-7011-2653-3)

#### DVD
- Trop noire pour être française ? (interviews de Pap Ndiaye, Achille Mbembe, Sylvie Chalaye, Éric Fassin, Patrick Simon et anonymes), de Quark productions (prod.) et de Isabelle Boni-Claverie (réal.), 2015, DVD, 52 min [présentation en ligne] : 
Le livre autobiographique d'Isabelle Boni-Claverie, Trop noire pour être française, a été publié en 2017  (ISBN 979-10-210-1887-7).
- Blanchir, une affaire pas très claire (interviews de Isabelle Mananga-Ossey, Pap Ndiaye, Éric-David Aumjaud [et al.] de Olivier Enogo, l'Harmattan vidéo, 2012, DVD, 52 min  (EAN 9782296134164) [voir en ligne]

## Distinctions

### Décorations
- Chevalier de la Légion d'honneur (2021)[2].
- Chevalier de l'ordre national du Mérite (2016)[1].
- Commandeur de l'ordre des Palmes académiques (2022), ex officio en tant que ministre de l'Éducation nationale[83].

### Prix
- Prix Jean-Michel Gaillard et Prix FETKANN! Maryse Condé (catégorie Mémoire) en 2008 pour son ouvrage La Condition noire : essai sur une minorité française[84],[85][source insuffisante].